# Руська Кайня
Руська Кайня (словац. Ruská Kajňa) — село в Словаччині, Гуменському окрузі Пряшівського краю. Розташоване в північно-східній частині Словаччини.

## Історія
Давнє лемківське село. Уперше згадується у 1582 році.

## Пам'ятки
У селі є греко-католицька церква святого Архангела Михаїла з 1800 року в стилі класицизму.

## Населення
| Рік:            | 1993 | 2003     | 2013     | 2023    |
| --------------- | ---- | -------- | -------- | ------- |
| Кількість осіб: | 174  | 135      | 110      | 101     |
| Різниця:        |      | -22,41 % | -18,51 % | -8,18 % |

| Рік:            | 2022 | 2023    |
| --------------- | ---- | ------- |
| Кількість осіб: | 99   | 101     |
| Різниця:        |      | +2,02 % |

У селі проживає 121 особа.
Національний склад населення (за даними останнього перепису населення — 2001 року):
- словаки — 77,33 %
- русини — 22,67 %

Склад населення за приналежністю до релігії станом на 2001 рік:
- греко-католики: 89,33 %,
- римо-католики: 7,33 %,
- православні: 1,33 %,
- не вважають себе віруючими або не належать до жодної вищезгаданої церкви: 2,00 %.